# تزارسکی تیتولیارنیک

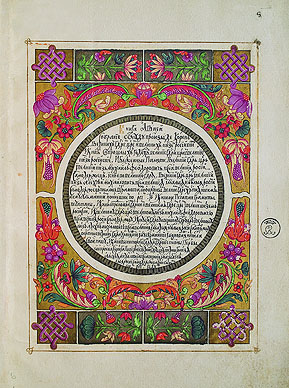
یک تصویر از صفحه نخست تزارسکی تیتولیارنیک

تزارسکی تیتولیارنیک (به روسی: Царский титулярник) با نام کامل کتاب حاکم بزرگ یا ریشهٔ حاکمان روسیه (به روسی: Большая государева книга или Корень российских государей) که گاهی عنوان‌نامه تزار هم خوانده می‌شود، یک کتاب عنوان‌نامه روسی در سال ۱۶۷۲ میلادی است که حاوی نگاره‌ها و توضیحات گوناگون دربارهٔ کشور روسیه می‌باشد. این اثر در زمان تزار الکسی یکم و تحت نظارت وزیر او آرتامون ماتویف، رئیس پوزولسکی پریکاز (دفتر سفارت)، تهیه شده است. تزارسکی تیتولیارنیک همچنین شامل شرح حال‌های مختصر، تصاویری از نشان‌های ملی و پرتره‌هایی از انواع شخصیت‌های روسی و خارجی است.

## معرفی
توسعهٔ حکومت مسکووی در قرن‌های چهارده تا هفدهم میلادی، با برقراری ارتباطات دیپلماتیک با کشورهای غربی و شرقی همراه بود. اعزام سفیران و انجام مکاتبات دیپلماتیک روس‌ها، مستلزم آگاهی از آداب و رسوم درباری و بومی کشور آنها بود که نقض آن می‌توانست منجر به ایجاد مشکلاتی در روابط روسیه با کشورهای خارجی شود. اینجا بود که استفاده از «عنوان‌نامه‌ها» به‌کار می‌آمد. عنوان‌نامه یا تیتولیارنیک (به روسی: Титулярник) نوع خاصی از کتاب مرجع است که شامل فهرست عناوین حاکمان روسی و خارجی جهت معرفی آنها می‌باشد. مشهورترین عنوان‌نامه روسی کتاب حاکم بزرگ یا ریشهٔ حاکمان روسیه است.
کتاب تزارسکی تیتولیارنیک اثر دست‌نویس مجللی است که بر روی ۲۴۷ برگ کاغذ گران‌قیمت اسکندریه نوشته شده است. در صحافی کتاب از تخته‌های چوبی پوشیده شده با مخمل قرمز استفاده شده و گوشه‌ها با قفل‌های نقره‌ای طلاکاری شده تزئین شده است. در جریان مرمت کتاب در آینده، مخمل‌ها با چرم قهوه‌ای جایگزین شد. این نسخهٔ خطی به‌طور غنی مصور شده است. تزارسکی تیتولیارنیک شامل ۱۱۵ مینیاتور با تصاویری از حاکمان و بزرگان روسی و خارجی است. اگرچه بیشتر نگاره‌ها پرتره نیستند؛ اما بسیاری از آنها با ظرافت و ریزبینی قابل توجهی کشیده شده‌اند که آنها را از سایر آثار مشابه پیش از خود متمایز می‌کند. این کتاب همچنین شامل تصاویری از نمادهای دولتی، نشان‌های ملی سرزمین‌ها و شهرهای روسیه است. طراحی کتاب با تزئینات گل‌های متنوع به سبک باروک مسکووی و حروف بزرگ نوشته شده با طلا، تکمیل شده است.
متن تزارسکی تیتولیارنیک شامل اطلاعات مختصری در مورد تاریخ روسیه، اطلاعات مرجع در مورد عناوین حاکمان خارجی، نشان‌ها و مهرهای گوناگون است. این کتاب توسط بهترین استادان آن زمان روسیه تزاری نوشته شده است؛ نویسندگان متن کتاب کارمندان دفتر آرتامون، نیکولای گاوریلوویچ میلسکو-اسپافاری و منشی پیوتر واسیلیویچ دولگوو بودند. متن نهایی توسط ایوان ورشچاگین خوشنویس روس بازنویسی شد. پرتره‌های مینیاتور توسط تمثال‌نگاران، ایوان ماکسیموف و دیمیتری لووف خلق شده‌اند. زرکوبی و تزئینات توسط نقاشان طلاکار ماتوی آندریف، فئودور لوپوف و غیره و به سرپرستی گریگوری آنتونوویچ بلاگوشین ایجاد شدند. صحافی هم توسط یوهان النگوز و جواهرساز آرموری، دانیلا کوزمین انجام شده است.
تزارسکی تیتولیارنیک در ۲۳ مهٔ ۱۶۷۲ توسط آرتامون ماتویف، رئیس پوزولسکی پریکاز و دوست نزدیک تزار الکسی میخائیلوویچ، به او تقدیم شد. پس از آن، کتاب در دفتر سفارت باقی ماند و به یک کتاب مرجع رسمی حاوی اطلاعات دیپلماتیک تبدیل گشت. این اثر امروزه در بایگانی اسناد کهن دولت روسیه نگهداری می‌شود.

## نگارخانه

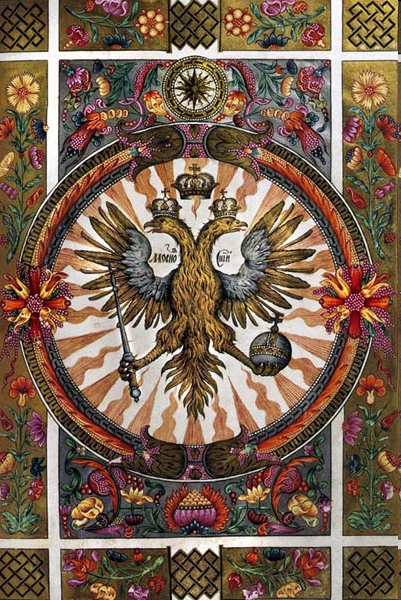
نشان روسیه
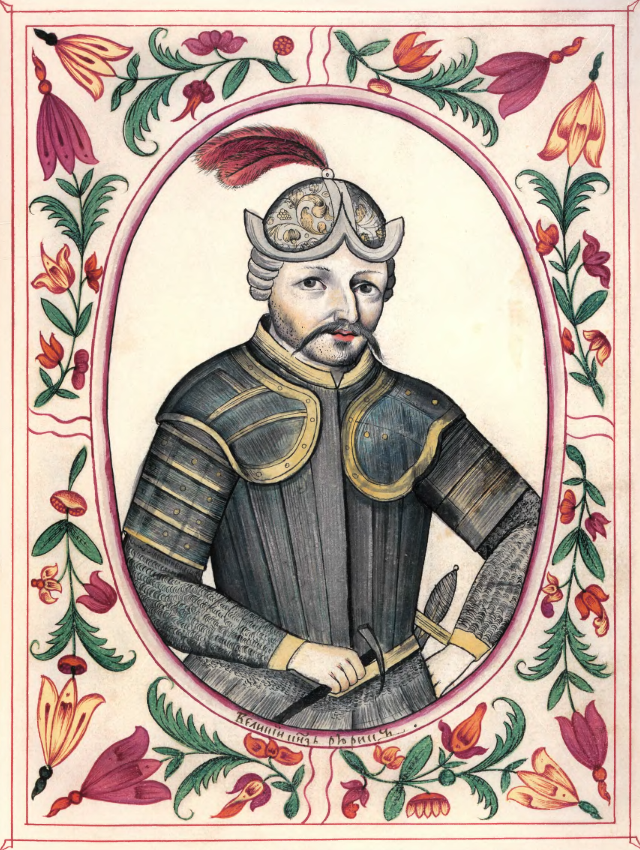
روریک، نخستین فرمانروای روس
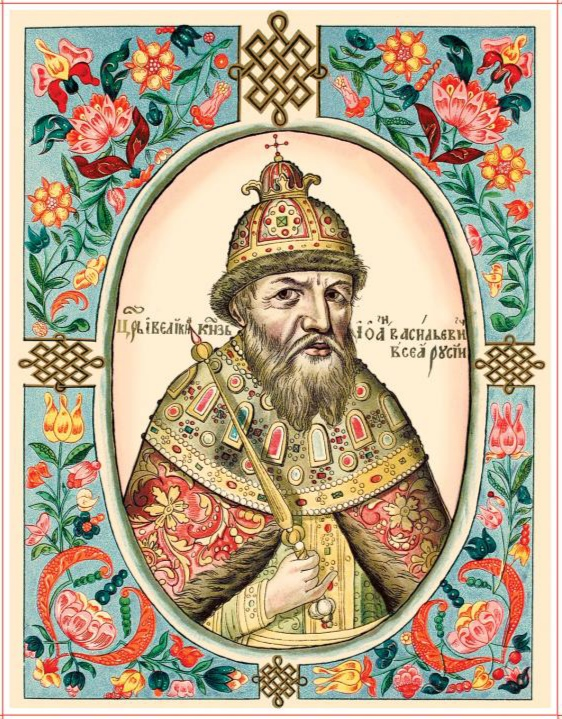
ایوان مخوف، تزار روسیه
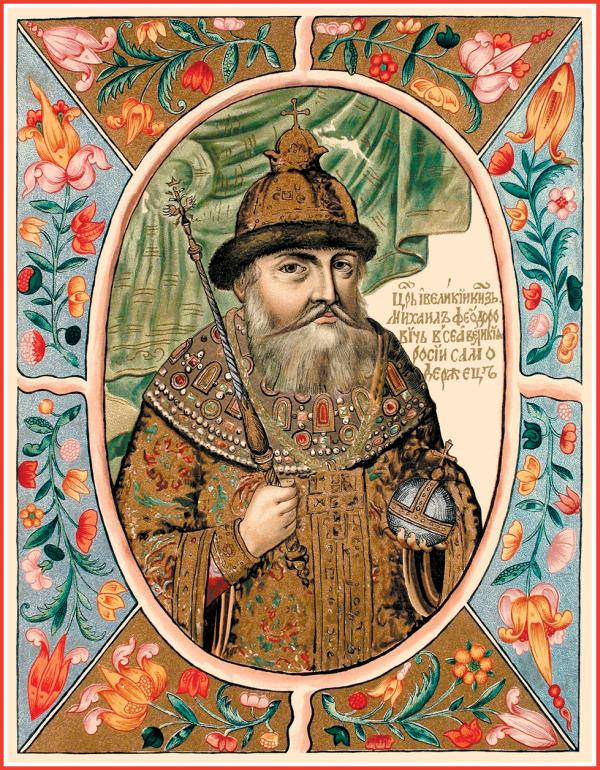
میخائیل رومانوف، تزار روسیه
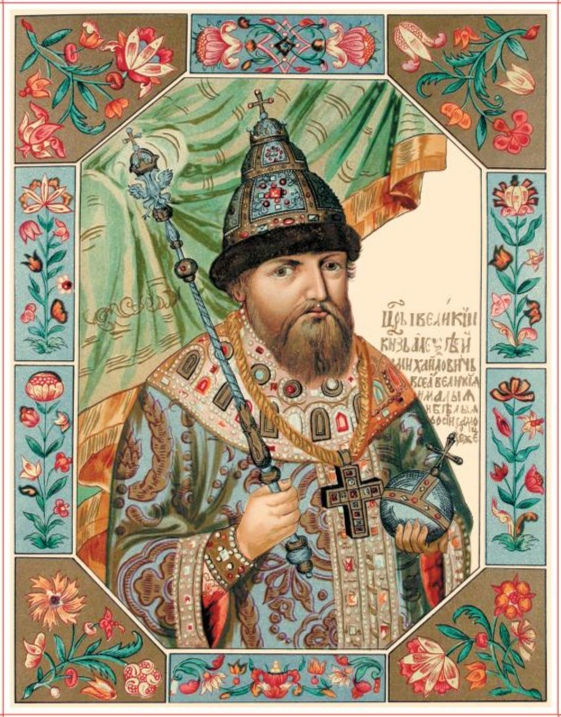
الکسی یکم، تزار روسیه
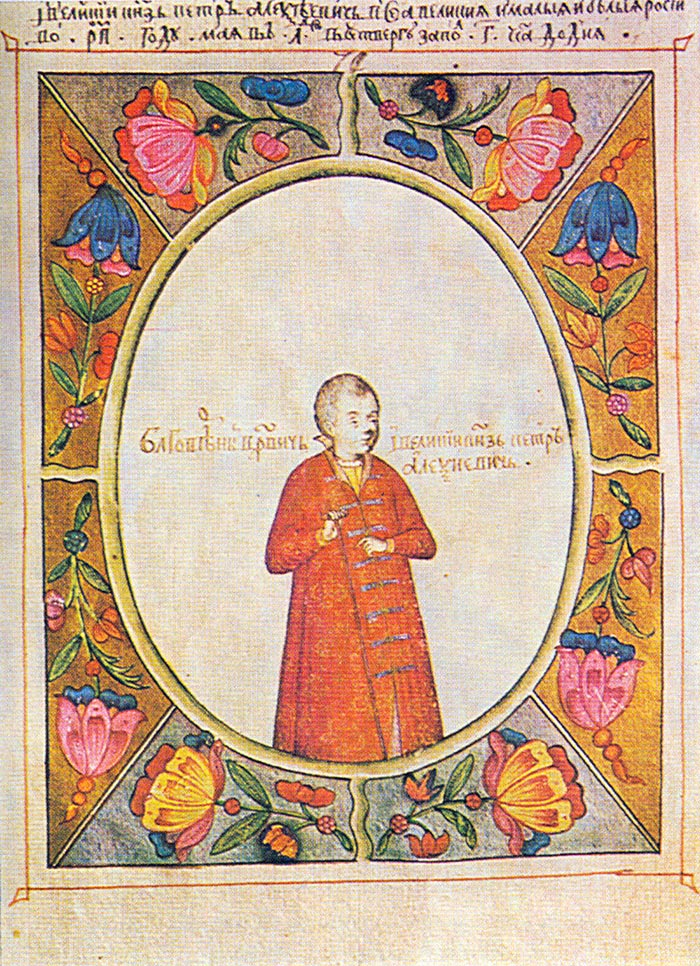
پتر کبیر، امپراتور روسیه (در کودکی)
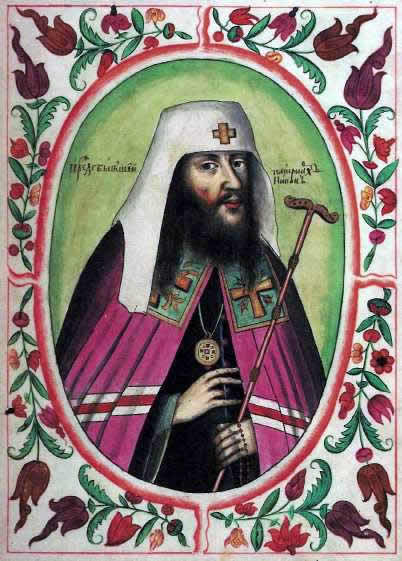
پاتریارک نیکون
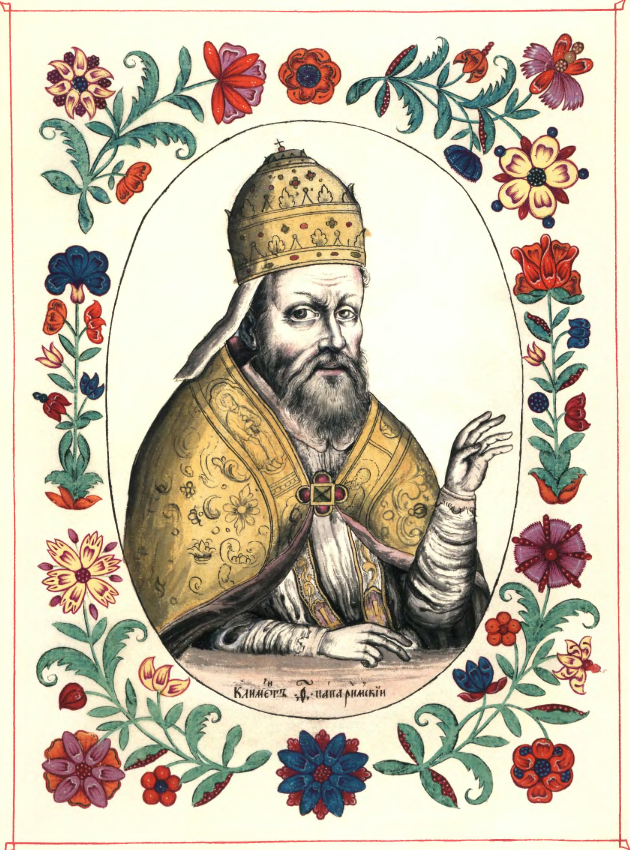
کلمنت دهم، پاپ کاتولیک
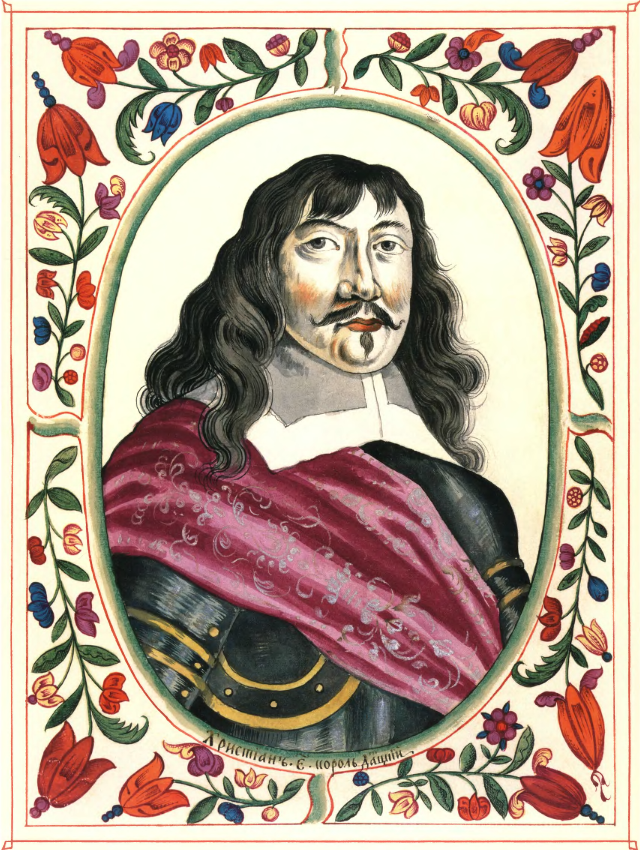
کریستیان پنجم، پادشاه دانمارک و نروژ
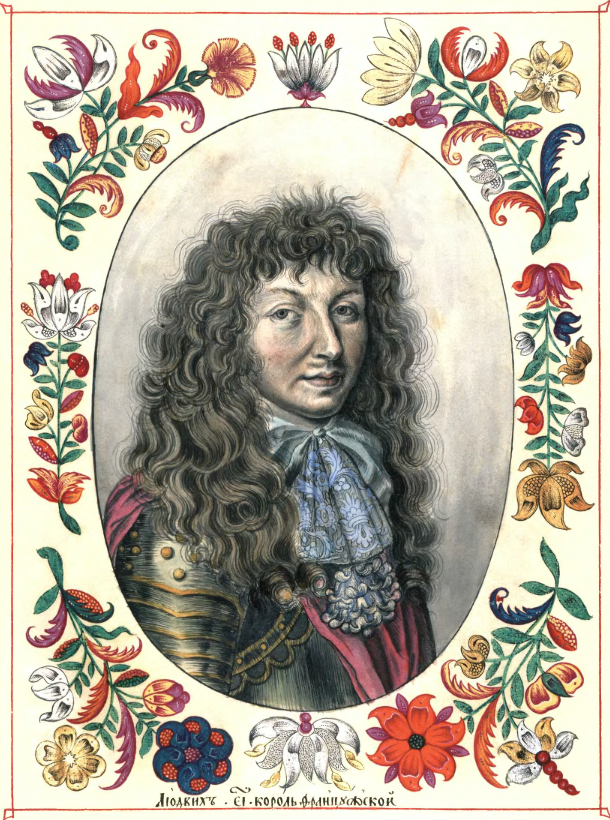
لوئی چهاردهم، پادشاه فرانسه
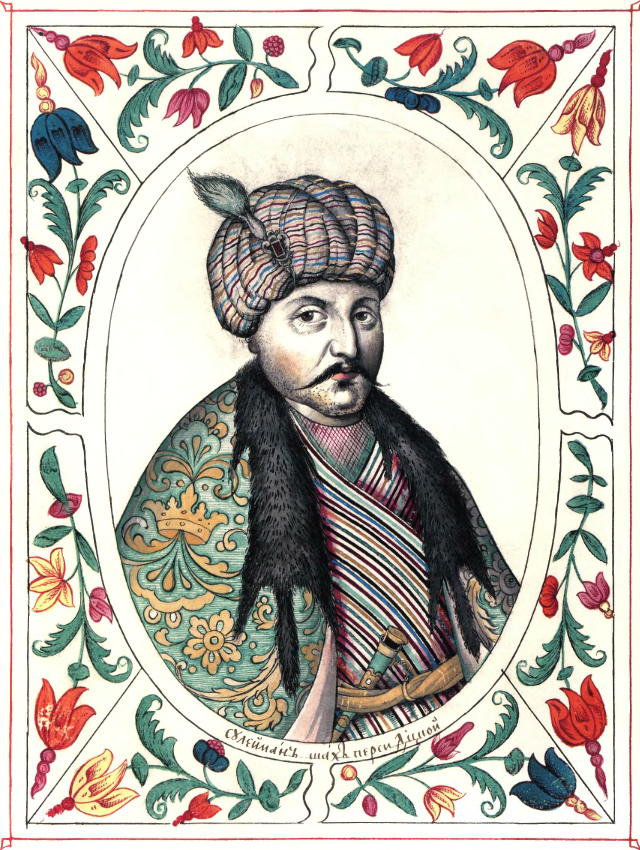
شاه سلیمان صفوی، شاه ایران
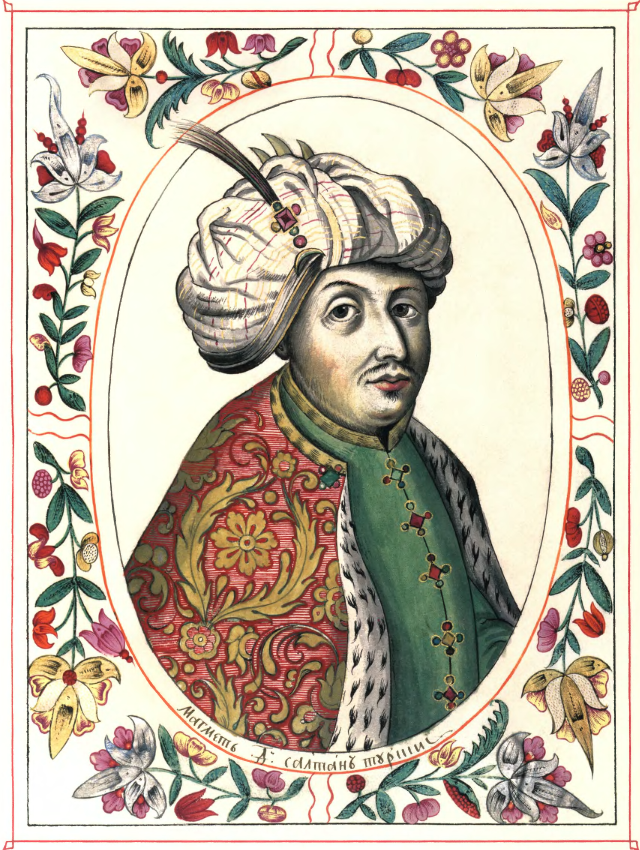
محمد چهارم، سلطان عثمانی
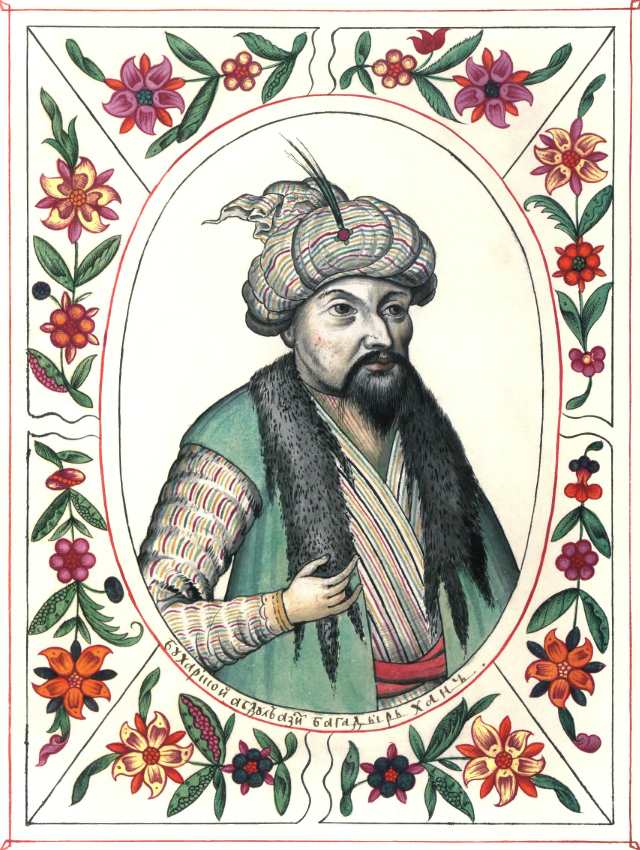
عبدالعزیز خان، خان بخارا